# Еркан Їлдиз
Еркан Їлдиз (тур. Ercan Yıldız; нар. 29 травня 1974, Кириккале, іл Кириккале) — турецький борець греко-римського стилю, чемпіон світу, срібний призер чемпіонату Європи, учасник двох Олімпійських ігор.

## Життєпис
Боротьбою почав займатися з 1988 року. Був срібним призером чемпіонату Європи 1994 року серед молоді.
Виступав за борцівський клуб «İstanbul BB», Стамбул. Тренери — Газі Езбілгін, Галук Коч, Гаккі Базар, Ібрагім Їлдирим.

## Спортивні результати на міжнародних змаганнях

### Виступи на Олімпіадах
| Змагання                    | Збірна    | Вагова категорія                 | Місце |
| --------------------------- | --------- | -------------------------------- | ----- |
| Літні Олімпійські ігри 2000 | Туреччина | греко-римська боротьба, до 54 кг | 11    |
| Літні Олімпійські ігри 2004 | Туреччина | греко-римська боротьба, до 55 кг | 12    |

### Виступи на Чемпіонатах світу
| Змагання                        | Збірна    | Вагова категорія                 | Місце  |
| ------------------------------- | --------- | -------------------------------- | ------ |
| Чемпіонат світу з боротьби 1994 | Туреччина | греко-римська боротьба, до 52 кг | 27     |
| Чемпіонат світу з боротьби 1995 | Туреччина | греко-римська боротьба, до 52 кг | 13     |
| Чемпіонат світу з боротьби 1997 | Туреччина | греко-римська боротьба, до 54 кг | Золото |
| Чемпіонат світу з боротьби 1998 | Туреччина | греко-римська боротьба, до 54 кг | 20     |
| Чемпіонат світу з боротьби 1999 | Туреччина | греко-римська боротьба, до 54 кг | 20     |
| Чемпіонат світу з боротьби 2002 | Туреччина | греко-римська боротьба, до 55 кг | 6      |
| Чемпіонат світу з боротьби 2003 | Туреччина | греко-римська боротьба, до 55 кг | 16     |

### Виступи на Чемпіонатах Європи
| Змагання                         | Збірна    | Вагова категорія                 | Місце  |
| -------------------------------- | --------- | -------------------------------- | ------ |
| Чемпіонат Європи з боротьби 1995 | Туреччина | греко-римська боротьба, до 52 кг | 16     |
| Чемпіонат Європи з боротьби 1997 | Туреччина | греко-римська боротьба, до 54 кг | 15     |
| Чемпіонат Європи з боротьби 1998 | Туреччина | греко-римська боротьба, до 54 кг | 7      |
| Чемпіонат Європи з боротьби 1999 | Туреччина | греко-римська боротьба, до 54 кг | 12     |
| Чемпіонат Європи з боротьби 2001 | Туреччина | греко-римська боротьба, до 54 кг | Срібло |

### Виступи на Кубках світу
| Змагання                    | Збірна    | Вагова категорія                 | Місце |
| --------------------------- | --------- | -------------------------------- | ----- |
| Кубок світу з боротьби 1997 | Туреччина | греко-римська боротьба, до 54 кг | 4     |
| Кубок світу з боротьби 2001 | Туреччина | греко-римська боротьба, до 58 кг | 5     |
| Кубок світу з боротьби 2003 | Туреччина | греко-римська боротьба, до 55 кг | 5     |

### Виступи на інших змаганнях
| Змагання                                                          | Збірна    | Вагова категорія                 | Місце  |
| ----------------------------------------------------------------- | --------- | -------------------------------- | ------ |
| Середземноморські ігри 1997                                       | Туреччина | греко-римська боротьба, до 54 кг | Бронза |
| Всесвітні ігри військовослужбовців 1999                           | Туреччина | греко-римська боротьба, до 58 кг | 5      |
| Олімпійський кваліфікаційний турнір з боротьби 2000 (Фаенца)      | Туреччина | греко-римська боротьба, до 54 кг | Золото |
| Олімпійський кваліфікаційний турнір з боротьби 2000 (Ташкент)     | Туреччина | греко-римська боротьба, до 54 кг | 6      |
| Олімпійський кваліфікаційний турнір з боротьби 2000 (Колорадо)    | Туреччина | греко-римська боротьба, до 54 кг | Бронза |
| Олімпійський кваліфікаційний турнір з боротьби 2000 (Александрія) | Туреччина | греко-римська боротьба, до 54 кг | Бронза |
| Олімпійський кваліфікаційний турнір з боротьби 2004 (Новий Сад)   | Туреччина | греко-римська боротьба, до 55 кг | Срібло |
| Гран-прі Німеччини з боротьби 2004                                | Туреччина | греко-римська боротьба, до 55 кг | 10     |

### Виступи на змаганнях молодших вікових груп
| Змагання                                      | Збірна    | Вагова категорія                 | Місце  |
| --------------------------------------------- | --------- | -------------------------------- | ------ |
| Кубок світу з боротьби серед молоді 1992      | Туреччина | греко-римська боротьба, до 48 кг | 6      |
| Чемпіонат Європи з боротьби серед молоді 1994 | Туреччина | греко-римська боротьба, до 52 кг | Срібло |